# Alpheus pseudopugnax
Alpheus pseudopugnax är en kräftdjursart som först beskrevs av A. H. Banner 1953.  Alpheus pseudopugnax ingår i släktet Alpheus och familjen Alpheidae. Inga underarter finns listade i Catalogue of Life.